# Тюриково (деревня, Кишертский район)
Тюриково — деревня в составе Кишертского муниципального округа в Пермском крае.

## Географическое положение
Деревня расположена менее чем в 3 километрах на север от села Андреево на правом берегу реки Барды.

## Климат
Климат умеренно континентальный, с продолжительной многоснежной холодной зимой и коротким умеренно тёплым летом. Средняя многолетняя температура самого холодного месяца (января) составляет −17,3 °C, температура самого тёплого (июля) — 24,8 °C. Среднегодовое количество осадков — 532 мм. Снежный покров держится в течение 170 дней в году.

## История
В период с 2006 по 2019 годы входила в состав ныне упразднённого Андреевского сельского поселения Кишертского района.

## Население
Постоянное население составляло 11 человек (100 % русские) в 2002 году, 4 человека в 2010 году.